# Lasconotus cavicollis
Lasconotus cavicollis es una especie de coleóptero de la familia Zopheridae.

## Distribución geográfica
Habita en Papúa Nueva Guinea.